# Paul Aebischer
Paul Aebischer, né le 8 décembre 1897 à Posieux et mort le 9 mars 1977 à Florence, est un philologue et romaniste suisse.

## Biographie
Paul Aebischer naît le 8 décembre 1897 à Posieux, dans le canton de Fribourg. Il est originaire de Tavel et de Schmitten, dans le même canton. Son père est professeur à l'école normale d'Hauterive (Fribourg). 
Il suit des études de paléographie et de philologie à l'université de Fribourg et à l'université de Zurich, où il est reçu docteur ès lettres en 1921. Après avoir poursuivi ses études à Florence, Paris, Bonn, Barcelone, il devient, en 1929, professeur de philologie romane à l'université de Lausanne. Il y enseigne jusqu'en 1968. 
Il est l'auteur de nombreux ouvrages d'histoire littéraire, dont Rolandia et Oliveriana en 1967 et Neuf études sur le théâtre médiéval en 1972. Il publie aussi des études de lexicologie, de stratigraphie linguistique, d'anthroponymie et de toponymie, notamment Les noms de lieux du canton de Fribourg en 1976.  
Il est marié à Norina de Capua, de nationalité italienne. 
Il meurt le 9 mars 1977 à Florence. Ses archives sont conservées à la Bibliothèque cantonale et universitaire de Fribourg. 

## Œuvres
- Paul Aebischer, Des annales carolingiennes à Doon de Mayence : Nouveau recueil d'études sur l'épique française médiévale, Librairie Droz, 1975 (ISBN 978-2600028288, présentation en ligne).